# Philotis
Philotis, også kendt som Tutula, var ifølge en romersk legende en slavepige (ancilla), hvis plan resulterede i en afgørende sejr for romerne over latinerne i det sene fjerde århundrede f.Kr.
Svækket af den galliske invasion af Rom år 390 f.Kr. havde romerne lidt et svidende nederlag til fidenerne, som krævede, at romerne overdrog deres koner og jomfrudøtre som gidsler for at sikre en fred. Plutarch beretter i sin fortælling om Romulus (ca. 75 e.Kr.), at Philotis tilbød, at hun og andre slavepiger udgav sig for at være de romerske familiers koner og døtre og at overlevere sig selv til de fjendtlige latinere.
Efter det romerske senat gik med til planen, klædte kvinderne sig i elegant tøj, udsmykkede sig med gyldne smykker og besøgte så fjendens lejr. Der forførte de latinerne til larmende festligheder og drikkeri. Da latinerne var faldet i søvn, stjal Philotis og de andre slavepiger fjendens sværd. Philotis klatrede op i et figentræ (caprificus) med en fakkel gemt i sin kappe, og svingede så med den for at signalere til romerne. Romerne invaderede derefter latinernes lejr og dræbte dem i deres søvn. Kvinderne blev belønnet med friheden og en medgift.